# 音琴るい
音琴 るい（ねごと るい、1994年1月16日 - ）は、日本のタレント、AV女優。AV女優復帰後はDINO所属、旧所属事務所はジャパントータルプロモーション。
以前は妃月 るい(ひづき るい)名義で活動していた。

## 略歴
2016年5月、エスワンの専属女優としてAVデビュー。その後所属していたマークスジャパンを含めたマークスグループの解散に伴い、2016年6月に所属事務所をジャパントータルプロモーションに移す。
2017年5月29日、アイドルグループ・SEXY-Jに新メンバー（会員番号24）として加入。6月からアイデアポケット、10月からアタッカーズの専属となる。12月19日、SEXY-Jが川崎クラブチッタでのライブをもって解散。
2018年より専属を離れ企画単体女優となる。10月23日に川崎クラブチッタで開催された【LADY MADONNA 拡大版〜Please please SEXY IDOL！ Like We please you！〜】に「トイズハートプレゼンツ「わたオタ」妃月るいプロジェクト」として出演。12月にFANZAが発表した2018年年間AV女優ランキング ベスト100にて62位を獲得。
2019年3月8日、ミルキーポップジェネレーションが主催する「MilGene Premium Live 7」に初出演。「GHOST SWEEPER」、「Blue Velvet」、「炎のたからもの」、「輝け！ラーメンマン」を歌唱。
2019年9月23日、フェチ博覧会&即売会「フェチフェス17」に初参加
2021年5月24日、6月末日をもって「妃月るい」としての活動終了を発表。当人発言によるとAV引退ではなく、卒業とのこと。またこの日より名前を「ぺっちゃん」とし新アカウントでの活動を発表。ただし推奨している愛称は「ぺち」。同年7月24日に行われたトークライブ『ぺちズム』より正式に「ぺち」を芸名としている。
2021年12月9日、AV女優活動再開とDINO所属「音琴るい（ねごと るい）」に改名したことを発表をTwitterで発表した。約半年の休止期間を長い夏休みと表現している。芸名は姓名判断を基に自分で考え命名。他の候補としては「八咫烏（やたがらす）るい」があったと述べている。
2023年7月3日週FANZA動画フロアランキングにて、2022年12月に発売された出演アンソロジー作品『【福袋】S-Cute 可愛い子だけ15作品をノーカット収録38時間!』が1位を記録。8月7日週FANZA動画フロアランキングにて、同作品が3位再浮上。
2024年10月19日、ファンティアをスタート。
2025年1月25日 新春ぺちズム１８新宿レフカダ ゲスト 井上綾子、佐倉絆
2025年2月1日 ミスマッチDVDリリースイベント 買取りまっくすなんば店 買取りまっくす日本橋店
2025年2月11日 コスホリック40 さいたまスーパーアリーナ 株式会社ぺちゃんことして出展
2025年2月15日 ミスマッチDVDリリースイベント ラムタラ秋葉原店、ソフネット本店
2025年3月2日 DVDリリースイベント（２部制） 買取りまっくす岡山南店
2025年3月22日 ぺちズム１９ 新宿レフカダ ゲスト 乃南ゆい、沙優七羽 今回は同じ事務所の３人によるはちゃめちゃガールズトークイベント
2025年4月6日 オリンポスDVDリリースイベント ソフネット本店（２部制）
2025年4月13日 フェチフェス 綿商会館 ぺちかん便として出展
2025年4月29日 コスケット7  東京都産業貿易センター浜松町館
2025年5月1日 匿名質問サイトmond 開設
2025年5月6日 Pharfaite Showcase3 東京都立産業貿易センター浜松町館
2025年5月19日 ひとりぺちズム４新宿レフカダ（配信のみ）音琴るいデビュー９周年のお祝い会
2025年5月23日 WAAP DVDリリースイベント 秋葉原ソフネット
2025年5月28日 FANZAライブチャット（２部構成）
2025年5月30日 ハードコアチョコレートのナスカジャン2025着用モデルに
2025年6月14日 DINOカフェ【3部制】 studio pigoo 出演：音琴るい・乃南ゆい・沙優七羽
2025年6月16日〜『広角機動隊W.L.C 2nd GIG』 gallary LEDECO カメラマンitten.さんの撮影モデルとして出展

## 人物
- 山梨県出身[1]。趣味はドライブ[1]。特技は「蛇を手でつかめること」「バック駐車」。猫好き[23]。元々AVをオカズにするほど熱心に見ていたこともあって自ら応募してAV女優となった[24]。
- イラストをブログやツイッターに掲載している[25][26]。
- 80〜90年代のアニメ、漫画に詳しく『とっても！ラッキーマン』『キン肉マン』『幽☆遊☆白書』『ハイスクール！奇面組』『ジャイアントロボ THE ANIMATION -地球が静止する日』『マーズ』などの大ファン。好きなキャラはジャイアントロボなら衝撃のアルベルト、キン肉マンならラーメンマン&ウォーズマン、奇面組なら出瀬潔、幽☆遊☆白書なら桑原和真、アンパンマンならホラーマン[27]。
- キン肉マン好きがきっかけで作者であるゆでたまごの嶋田隆司と交流がある[28]。

## 作品

### アダルトビデオ -DVD-
- 新人 NO.1 STYLE 妃月るい AVデビュー（5月19日、エスワン）
- 敏感すぎる色白ボディの初イキ！初体験 4本番スペシャル（6月19日、エスワン）
- 絶頂！ 敏感クビレBODY 潮吹き51回×痙攣138回×絶頂92回（7月19日、エスワン）
- 交わる体液、濃密セックス（8月19日、エスワン）
- 騙し撮りリアルドキュメント！ プライベート中の新人AV女優妃月るいを台本無しの許可無しレ○プした一部始終。（9月19日、エスワン）
- 1ヵ月間セックスもオナニーも禁止されムラムラ全開でアドレナリン爆発！ 痙攣しまくり性欲剥き出しFUCK（10月25日、エスワン）
- おしっこ解禁 失禁・大洪水スペシャル（11月25日、エスワン）
- 自イキを繰り返すオナニーみたいなわがままグラインド騎乗位（12月25日、エスワン）

- 一晩で中年男たちとダラダラと6発（2月1日、エスワン）
- 私、夫の上司に毎日タイトミニスカートを履かされ社内痴漢にあっています。（3月1日、エスワン）
- ごっくん解禁！ 我慢できずザーメン全て飲み干すほどチ●ポを溺愛する変態・淫乱・ごっくんFUCK（4月1日、エスワン）
- 僕を守るために地元のDQN達に抱かれる姉（2人）の姿に鬱勃起。（5月1日、エスワン）
- 恥さらし（6月13日、アイデアポケット）
- 奴隷志願してきた名門大学のお嬢様のごっくん変態調教飼育 おじさまの精液をワタシのはしたない口マ○コにぶちまけて下さい…（7月13日、アイデアポケット）
- 女子校生便所交際 便所でしか濡れないおじさん好きの変態マゾ美少女と思う存分便所ファック！（8月13日、アイデアポケット）
- 恥辱の教育実習生 13（10月1日、アタッカーズ）
- 凌辱研修 女子大生調教インターンシップ（11月1日、アタッカーズ）
- 絶頂狂い（11月25日、アタッカーズ）
- アナルに堕ちた美人妻 4（12月19日、アタッカーズ）

- 美少女くびれ女子大生るいちゃんを朝から晩まで生ハメ中出し軟禁 こんな細い子を孕ませたい（2月1日、E-BODY）※「るい」名義
- 自宅NTRドキュメント 亭主関白で淡白なご主人とのセックスでは満足できない新妻…自由な時間がないため平日の真っ昼間に自宅でAV出演志願（2月7日、乱丸）※「川島今日子」名義
- kawaii*史上最高のイキッぷり！ でも経験は旦那のみ！ 週7オナニーしても物足りない欲求不満なオンナ盛りの本物新妻あきこさん28歳 AV初撮り（2月13日、kawaii*）※「あきこ」名義
- 奴隷色のステージ 38（4月1日、アタッカーズ）
- 美脚シロウトお姉さん限定！ 初めてのパンスト固定バイブ体験！！ ひたすら子宮に響く快感インパクトに全身グネらせ全員おもらし絶頂！しちゃいました。（4月7日、ナンパJAPAN）
- ―超能力― 透明人間編（4月12日、SODクリエイト）
- 慚愧の監獄（4月13日、アタッカーズ）
- SODファン大感謝祭！ 賞金目指して素人男性のチ○コをヌイてヌイてヌキまくれ！ 総発射数31発！ 男も女も裸でぬるぬる密着淫乱ローション相撲（4月26日、SODクリエイト）
- 妄想アイテム究極進化シリーズ 男女入れ替え辞令！ カラダの入れ替わり人事異動のある会社（4月26日、ROCKET）
- 羞恥！ 彼氏連れ素人娘をマシンバイブでこっそり攻めまくれ！ 15 素人VSマシンバイブ 激安居酒屋にマジックミラー特設スタジオを設置 春の新入生・新入社員おこづかい応援編！（4月26日、サディスティックヴィレッジ）
- 黒人英会話NTR（5月1日、ワンズファクトリー）
- 顔出し！美人妻限定 ザ・マジックミラー 清楚な奥様に白濁汁が溢れ出るまでイってもやめないデカチン追撃ピストン！ 2 in池袋 短小チ○ポの旦那とのマンネリ生活で刺激が欲しい欲求不満マ○コが連続本気イキ！ 合計53回！（5月7日、ディープス）※「さおり」名義
- 夫の目の前で犯されて― －新しい生活－（5月7日、アタッカーズ）
- 本職はOLや女子大生のくせに嘘ついて制服を着ているニセのビジネス女子○生を捕まえて制裁中出し天誅レ○プ（5月10日、サディスティックヴィレッジ）
- 教え子と生中出し温泉旅行（5月11日、宇宙企画）※「るい」名義
- モノ凄い濃厚フェラチオ奉仕をしてくれる発情若妻との1泊不倫セックス（5月13日、オーロラプロジェクト・アネックス）
- 犯されている自分に性的興奮を覚え激しく突かれる程に“嬉ション”してしまう脳イキ欲求不満女（5月18日、DOC）
- 羞恥 生徒同士が男女とも全裸献体になって実技指導を行う質の高い授業を実践する看護学校実習 2018（5月24日、サディスティックヴィレッジ）
- マジックミラー号 ハードボイルド 現役ナースさんを「あなたと同じ病院のインターン医師ですが先進治療の被験体になって下さい」と言ってナンパ 触診と称してお尻の穴に指を突っ込んでアナルVスポットを刺激！ 人生初のアナル潮を吹きまくったナースさんはそのまま中出しSEXしてしまうのか！?（5月24日、サディスティックヴィレッジ）
- その突き出したお尻で僕を誘ってるの！?突然できた義姉は無防備な格好で年頃の僕には刺激が強すぎる！我慢できずに襲い掛かり中出ししちゃいました！（6月7日、アイエナジー）
- 結婚直前の蜜月、毎晩旦那さんに愛されて最高感度になっている新妻 ブライダルエステで油断したところに媚薬チ○ポを即ハメ！ すぐに抵抗が弱まり、感じ始めたところでマシンバイブ挿入、潮を吹きまくって、中出しをすんなり受け入れる！ 4（6月7日、サディスティックヴィレッジ）
- 夜勤病棟レ○プ 3 深夜の病室に一人で見回りに来た新米看護師純白のナース服をヒキチギッテ中出しレ○プ！！（6月7日、サディスティックヴィレッジ）
- 超・絶頂（6月8日、ケイ・エム・プロデュース）
- あなたの視線で女芯が疼く… 夫に見られながらの凌辱に萌えあがる若妻（6月13日、オーロラプロジェクト・アネックス）
- 絶対にしたくない相手とエッチしなくてはいけなくなって悔しさのあまり、歯を食いしばって感じるのを必死に我慢する女たちの意地と快感の間で揺れる数日間…（6月19日、お夜食カンパニー）
- 夕食支度の買い物帰りの専業主婦ナンパSP 旦那が帰ってくるまでの1時間をもらってホテル生ハメ（6月22日、S級素人）
- レズビアンに囚われた女潜入捜査官 〜ハッキング事件を巡る情報交錯レズビアン〜（7月7日、ビビアン）
- 新任女教師 妃月るい 菊川みつ葉 マシンバイブ調教×催淫三角木馬×危険日中出し30連発 そのすべてで潮！潮！潮！ 30（7月12日、サディスティックヴィレッジ）
- 包茎！童貞！ED男子が 看護師で人妻さんの献身的で母性愛が溢れるカラダの対応で射精が止まらない！ 合計11発！！（7月15日、ピーターズ）
- 「ねえ、おちんちんにもチューしてあげよっか?」 昔からボクの事が可愛くて仕方なくていつまでも子供扱いする姉が久しぶりに実家に帰ってくると、余りの嬉しさからかほっぺにスリスリしてくるんです！それだけならまだしも実家に滞在中は挨拶みたいにほっぺにチューしてきますし、さらに帰る間際になると相当名残惜しいのか口にまでチューしてくるんです！女性とキスなんてした事ないボクはそれだけでフル勃起！！慌てて隠すも姉に見られてしまいました。すると姉はニヤニヤ笑いだし「ねえ、おちんちんにもチューしてあげよっか?」と言うやいなや、ボクのチ○ポを取り出し、美味しそうに何回も何回もキスして愛おしそうにスリスリしてはペロペロ舐めてくれました。もちろんそれだけで終わるわけもなく、「ねぇ、おちんちん挿れてあげよっか?」と結局姉に言われるがままセックスすることに！（7月19日、Hunter）
- 120%リアルガチ軟派伝説 vol.62 in 岡山（7月20日、プレステージ）
- ラグジュTV×PRESTIGE PREMIUM 14（7月20日、プレステージ）※「森平みさき」名義
- 射精依存改善治療センター 射精したくて我慢できない絶倫ち○ぽをサポートします（7月26日、SODクリエイト）
- エリートと結婚して寿退社したはずのあの憧れのマドンナがデリヘル嬢になっていた！ 皆には内緒にするかわり高嶺の華マ○コでゴム無し本番！！（7月27日、SCOOP）
- 極太アナル拡張 2（8月1日、ムーディーズ）
- 秘本 若妻の甘つゆ 初めての体験 夫婦交換の記録より（8月7日、アタッカーズ）
- 爆濡れ立ち読み女子は挿入OK娘！ 足ピン立ち逆エビ反りでイキまくり！ 駅前の本屋でちょっとエッチな本を読んでいる学校帰りの立ち読み女子のパンツは実は濡れている！?スマホでこっそり確認してみたらパンツにシミが！ 少し触れただけでも何度も足ピン立ち逆エビ反りしてしまうほど感じまくり！！すると潤んだ目で見つめてきて股間を押さえモジモジしてくるのです。そうなったら誰でもエッチOKのサイン！? 満足するまで何度でも何度でもエッチし放題！当然、女の子は足ピン立ちしながら何度も何度も逆エビ反り爆イキで失神寸前！！（8月7日、Hunter）
- 3日間滞在して、寝食を共にする 超高級美女ソープ（8月9日、アイエナジー）
- サエない僕に同情した女子●生の妹に「擦りつけるだけだよ」という約束で素股してもらっていたら互いに気持ち良すぎてマ○コはグッショリ！でヌルッと生挿入！「え！?入ってる?」でもどうにも止まらなくて中出し！ 5（8月9日、アイエナジー）
- 男女入れ替え辞令！アフターエピソード 男女入れ替え転職DE天職? 俺は入れ替わりデリヘル嬢（8月9日、ROCKET）
- 清楚に見えてスケベな母娘が家庭教師のボッキち○こに夢中！ 母:「私のおま〇こにもお願いします‥」 親子でジラされていいなりイキまくり親子丼 2（8月10日、ホットエンターテイメント）※「あゆみ」名義
- 街角シロウトナンパ！ vol.20 お金の為だと割り切って友達同士でSEXしてください！（8月10日、プレステージ）※「わかな」名義
- 軟派即日セックス Rさん（24歳） CLUB店員（8月10日、S級素人）※「R」名義
- 素人女子大生限定！ パンティ素股でカチカチち●ぽがアソコに擦れて赤面発情！ クロッチは恥ずかし汁まみれ！そのまま生で擦り合わせて、ヌルヌルワレメに結局つるんっと入って生中出し！！ 〜新レーベル記念特別編！ 撮り下ろし極上女子大生6名+シリーズ歴代かわいい子BEST10名（8月24日、赤面女子）
- 女教師中出し20連発（9月6日、アイエナジー）
- THEガチンコプロレズ 9 レズソープの撮影が波乱を巻き起こすレズバトル！ 連続するプロレス技にイカせ地獄！潮！潮！潮！（9月6日、サディスティックヴィレッジ）
- 人妻アナル奴隷品評会（9月7日、マドンナ）
- 人妻ナンパ中出しイカセ 27 白金台編（9月10日、ホットエンターテイメント）
- ひょっとこ フェラチオ吸引ごっくん（9月13日、ムーディーズ）
- 最高の愛人と、最高の中出し性交。 32 某出版社・記者 るい（29）独身（9月14日、プレステージ）※「るい」名義
- 飼われて嬉しい 変態アナルペット（9月20日、グローリークエスト）
- アナルとマ○コの両穴中出しOK強欲イキたがりメイド（9月25日、痴女ヘブン）
- 美脚×競泳水着×パンスト眼鏡（10月5日、クリスタル映像）
- 美×情欲×色香 パンストの魅力（10月11日、アキノリ）
- 一般黒人男性×素人奥様 心優しい巨乳妻が日本を訪れたデカチン黒人観光客と初めてのぬるぬるソープ体験！ 大きなおっぱいでの密着ソーププレイにたまらずメガ勃起した黒デカち○ぽに触れ恥じらいながらも濡れてしまったご無沙汰オマ○コ！ 旦那の短小ち○ぽよりもはるかに大きいデカチンを生でねじ込まれ子宮の奥まで届く未体験のガン突き中出しセックスに激イキ合計58回！！（10月19日、ディープス）
- おしゃぶり学園 ピンサロ科 10（10月19日、FSナイツビジュアル）
- 【キメパコ天使】 華奢でエロクビレボディの超絶激カワ娘と変態キメパコ！脳みそバグってゴム無しOKのクソヤリマン天使になりましたwww（10月19日、チキチキカマー）
- 声だしちゃダメ…蠱惑のビューティーヘアサロン♥ 誘惑♥美容室（11月2日、ドリームチケット）
- 禁断二穴のアナル悦楽レポート（11月7日、アタッカーズ）
- イッてもチ●ポを離しませんでした。 濃厚な妃月るい（11月9日、REAL）
- 寝ている女子○生の妹にイタズラしていたら逆に生ハメを求められて、もう発射しそうなのにカニばさみでロックされて逃げられずそのまま中出し！3（11月22日、アイエナジー）
- 女教師in…（脅迫スイートルーム）（11月30日、ドリームチケット）
- 監獄コレクション（12月6日、グローリークエスト）
- 蛇縛の絶叫遊戯（12月7日、アタッカーズ）
- 万引き主婦（12月14日、REAL）

- 2穴追撃FUCKで両方イってるってばぁ！状態でご奉仕ごっくんメイド（1月1日、ムーディーズ）
- ご近所おばさんのピタパン尻にデカチン即ハメ！ 2 強引な挿入と寸止め焦らしピストンのイケメン口説きSEXに忘れていたメスの性欲を思い出した美人妻！「まだ出せるでしょ…？」肉厚デカ尻の激しい杭打ち騎乗位で精子を何度も搾り取る連続中出しSEX 合計17発！（1月7日、ディープス）
- SOD女子社員 2019年仕事始め 赤面必至の新春ゲームてんこ盛り！無礼講新年会で泥●しちゃって大乱交姫始め（1月10日、SODクリエイト）
- 素人コスプレイヤーを媚薬バイブでアクメ強●！5（1月11日、ケイ・エム・プロデュース）
- ザーメンジェット No3（1月18、FSナイツビジュアル）
- 美女のお顔をベロベロ舐めたい 妃月るい 拒みが絶頂に変わるまで四六時中舐め尽くす（1月20日、レイディックス）
- アナルの流儀 肛門中毒の女 妃月るい（1月25日、ダスッ！）
- 今からこの一家全員レイプします 大○区田園○布（2月1日、REAL）  ※「AV OPEN 2018」ハード部門 エントリー作品
- 超高級中出し専門ソープ（2月13日、ムーディーズ）
- 酔い潰れた同僚をお持ち帰り（2月21日、アキノリ）
- 一人暮らしのボクの部屋に泊まりに来た巨乳の従姉妹が翌朝、ノーブラで僕の白いYシャツを着ていた！無防備な谷間に思わず超勃起！でもっておにいちゃんならいいよと言われ我慢できずに童貞チ○ポでナマ挿入！3（2月22日、ケイ・エム・プロデュース）
- 完全撮りおろし！主観フェラ抜き体験8時間Vol.5（2月25日、オーロラプロジェクト）
- マングリード 8（3月1日、サルトル映像出版）
- お嬢様学校 お仕置き倶楽部レズビアン（3月7日、ビビアン）
- 縄狂いの女（3月7日、グローリークエスト）
- THEアナルレ●プ（3月7日、サディスティックヴィレッジ）
- 大嫌いな男にアナルでイカされた私…（3月13日、ムーディーズ）
- 高嶺の花 キャビンアテンダント限定 「黒パンストの試着にご協力してください！！」と声を掛けた美脚CAがぬるぬるローションで耐久テストと称して足コキ！さらに破けたパンストからチ○ポをぬっプリ挿入！！！ マジックミラー号（3月21日、 SODクリエイト）
- 生徒や教育実習生にアナルセックスを推奨・実践する 肛門性愛学園（3月21日、サディスティックヴィレッジ）
- エクスタシー成分配合 汚染オシッコ大量摂取でイキまくる 媚薬淫尿（3月25日、ダスッ！）
- 妃月るい 黒人中出しFUCK（4月12日、REAL）
- 2穴痴漢媚薬で絶頂完堕ちアナル輪姦（4月13日、ムーディーズ）
- 哀哭の姫君拷問 ～敵に捕まったプリンセスの無惨なる運命～ Episode-4:容赦なき暴虐の処刑台に震える 麗しきソフィア王女の淫蜜媚肉（4月13日、Baby Entertainment）
- 異世界に転生してエルフ酒場に入ったらモテモテだった件（4月26日、TMA）
- 麻布で見つけた優しくて美巨乳な人妻に18cmメガチ○ポを素股してもらったらこんなヤラしい事になりました。（5月9日、アイエナジー）
- 緊急救命〔即ハメ〕性交センター（5月9日、SODクリエイト）
- 密室調教レズアナル（5月19日、レズれ！）
- 常にひざ枕メンズエステ（6月6日、アイエナジー）
- SEX MONSTER RUI セックスモンスター 妃月るい（6月6日、サディスティックヴィレッジ）
- 彼女がボンデージに着替えたら。Mな私とSな私…どっちの私が好き？（6月7日、クリスタル映像）
- デカチン混浴温泉 若妻たちが温泉で濡れる…中出し不倫旅行 3（6月21日、クリスタル映像）
- AFは脳がとろけるほど気持ちイイ！ドMツルマン変態アナルファック大好きっ娘ちゃん！（6月25日、えむっ娘ラボ）
- SUPERパックリまんこアップ4時間SP vol.12（7月1日、サルトル映像出版）
- まぼろしマスク ～怪人！釣チキ！暴かれる真性！の巻～（7月12日、GIGA）
- 人妻追撃ピストン セレブな人妻を集団孕ませ陵辱（7月19日、ドグマ）
- えっちな女子校生の淫語かたりかけぐちゅぐちゅ連続絶頂スク水オナニー3（7月25日、アイエナジー）
- 格闘ヒロイン 火鷹舞 絶望のカイザーオブファイターズ（7月26日、GIGA）
- 二穴同時！アナルとマ○コで童貞筆下ろし（8月1日、MILK）
- SEISHIDO デパートで働くセクシーな赤い口紅の美容部員の生フェラごっくんサービス（8月1日、SODクリエイト）
- タッグマッチ レズプロレス（8月8日、ROCKET）
- 兄嫁の膣奥に抜かずの3発！（8月8日、センタービレッジ）
- 文系女子の緊縛＆アナル卒論METHOD（8月23日、クリスタル映像）
- 勃起したままの男を一切動かさないS字尻振り騎乗位介助で骨抜きにする美尻ナース（9月12日、DANDY）
- ツンえむ！ ～ぎゅっと縛って指導して～ 実写版（9月13日、無垢）
- 1日中愛し逢う 終わらないレズSEX（9月19日、レズれ！）
- 密着中出しセックス ～義父と嫁の密かに結ばれた夏の思い出～（9月25日、ながえスタイル）
- Anal Device BondageXVI 鉄拘束アナル拷問（10月3日、グローリークエスト）
- 「私のママになってくれませんか…？」レズビアン少女のママ活日記。 若妻たちの性欲のはけ口になりたくて笑顔でご奉仕する敏感少女（10月7日、ビビアン）
- 卑猥語女（11月19日、MARRION）
- ヒロイン満身創痍 磁力戦隊マグナマン（11月22日、GIGA）
- レズセクソロジー ～禁断の性科学 性感開発レズビアン～（12月19日、U＆K）
- 年忘れだよ！年末スペシャル 勉強仕事に疲れてウトウトしているととっても身近で信頼していたアノ女（ひと）が突然Hな悪戯！嫌がるどころかストップ（12月19日、レズれ！）
- 【中途採用初日にキス魔に遭遇！】 超接近見つめ合い接吻痴女（12月26日、アキノリ）
- えっちな女子校生の淫語かたりかけぐちゅぐちゅ連続絶頂ブルマオナニー 3（12月26日、アイエナジー）

- 尻穴絶頂！アナルオナニー（1月2日、グローリークエスト）
- プライドの代償 新麗奴館（1月7日、アタッカーズ）
- 痴●師にグイグイTバックを食い込まされた刺激で感じてしまった美尻女はずらしハメを拒めない（1月23日、ナチュラルハイ）
- ザ・寝取らせ 他人と濃厚に抱き合っていた妻・オムニバス（1月25日、ながえスタイル）
- ナース公開調教（2月6日、グローリークエスト）
- ムカつく上司の娘さんを「お尻の中で出して」と自らアナル中出しを求めるまで数日間ケツ穴調教（2月6日、ナチュラルハイ）
- スーパーヒロイン絶体絶命！！Vol.75 磁力戦隊マグナマン（2月14日、GIGA）
- 変態博士ヒロインレ●プ計画 スーパーレディー羞恥凌●地獄（2月28日、GIGA）
- 「黒人旅行客の迷惑行為を注意した清楚妻がデカチンで犯●れて…」VOL.1（3月26日、DANDY）
- ヒロイン無様・失神・窒息・失禁 パワーウーマン（3月27日、GIGA）
- OL尾行押し込み3穴アナル集団レ●プ（3月27日、青空ソフト）
- 祝第2回開催 全裸婚活パーティー（4月9日、SODクリエイト）
- 超豪快巻！グラマー仮面VSまぼろしマスク ～お姉さま熱＆愛レッスンの巻～（4月10日、GIGA）
- 手と指でマ○コを隠さないから穴へのヌキサシと淫汁ぐちゅぐちゅがよく見える！淫語かたりかけスティックローターオナニー4（4月23日、アイエナジー）
- スーパーヒロイン危機一髪！！Vol.83 仮面捜査官ナイトエンジェル 被虐の果ての自白（5月8日、GIGA）
- 銀髪美少女ハーフエルフエ●リア×アナル＆マ●コ2穴中出しファック×10連続大量ザーメンぶっかけ るい（5月22日、TMA）
- 夫の知り合いの男達に・・ 愛する妻がアナルまで乱暴される（6月13日、ながえスタイル）
- 2穴同時指入れアクメ痴●（6月25日、ナチュラルハイ）
- 美女の顔踏み（7月23日、グローリークエスト）
- セーラーアニマル ～覚醒！セーラーキャット（7月24日、GIGA）
- 女教師レズビアン雌奴●～脅されたブロンド美女と狂喜のサディスト調教～（8月7日、ビビアン）
- 素人娘の全裸図鑑13 今時の女の子12名が恥らいながら脱衣していく様子をじっくり撮影した、変態紳士のためのヘアヌードコレクション（8月7日、かぐや姫Pt）
- かりめんの妻6 ハンコ捺して下さいお願いします…（8月7日、JET映像）
- 朝起きたら若い女になっていた男性会社員（44）を徹底取材 中身オタクのおっさんだけど、制服着せたら超美少女になったのでメス堕ちさせた 村瀬健太郎（8月7日、かぐや姫Pt）
- アナル淫語VI（8月20日、グローリークエスト）
- ♯人類は妃月るいの巨尻を欲している（8月25日、S-Cute）
- 同人ヒロイン07 パワーウーマン（8月28日、GIGA）
- 昼間から窓を開けたまま枕オナニーをしている隣の専業主婦と偶然目があったら…貴方ならどうする？（9月10日、DANDY）
- スーパーヒロインドミネーション地獄45 パワーウーマン（9月11日、GIGA）
- ゾウさんパンツでフェラ11人 ブリーフの先っちょからチ●ポを引っ張り出して喉奥でグポグポする気持ちいいフェラチオ2（9月19日、かぐや姫Pt）
- ヒロイン失墜！ 魔法聖女仮面ルヴァン（10月9日、GIGA）
- リアル素人縁結び企画 憧れの同僚社員とデキるかな？ お節介すぎるほどお世話します！二人っきりにさせて生盗撮10（10月10日、ホットエンターテイメント）
- 角オナニー 擦り付けたら止まらない3 14人（10月19日、かぐや姫Pt）
- 強勢起立ガニ股痴● ～腰が抜けても立ちっぱなしで何度もイカされ漏らしまくる美脚娘～（10月22日、ナチュラルハイ）
- 息子の嫁とのセックス記録（11月1日、プラネットプラス）
- 舐め好きな兄貴の奥さん（12月11日、なでしこ）
- 濃厚なベロちゅうでギンギンになったフル勃起チ○ポを唾液ローション手コキで射精に導くドS凄テクAV女優（12月17日、 グローリークエスト）
- 素人なのにディルドオナニーで激しく感じちゃう一般人娘6（12月19日、かぐや姫Pt）
- 黒髪娘のクリトリスの形までハッキリわかる！ノーモザイク連続絶頂パンツ越しオナニー（12月24日、アイエナジー）

- 喉ボッコ！！イラマチオ 喉キツマ○コ中出し（1月21日、アイエナジー）
- 【個撮】どこでもフェラ11人（2月7日、かぐや姫Pt）
- 布団に潜り込んできてフェラチオしてくる最高にかわいい彼女2 18人（2月10日、ホットエンターテイメント）
- ひとり女子旅ナンパ 上京ちゃんが毎度おさわがせします Episode2 feat FALENOTUBE（2月11日、FALENO）
- 緊急戦隊エマージェンシーピンク 悪の美少年幹部陥落（2月12日、GIGA）
- 現役最強極限アナル（2月18日、グローリークエスト）
- えっちな巨乳お姉さんの淫語かたりかけぐちゅぐちゅ乳首イジリっ放しオナニー5（2月25日、アイエナジー）
- たった7時間2人っきりにしてみたら…結果、11発セックスしてました。（4月2日、ドリームチケット）
- 淫獄の人体実験バトル 3穴快楽拷問に堕ちた被験者（4月7日、アタッカーズ）
- 妻が町内旅行の下見に行ったのだが、どうやら今町内会長と二人きりで旅館に泊まっているらしい…（4月19日、ミセスの素顔/エマニエル）
- 相部屋アナルNTR 絶倫上司に新婚OLが完堕ち 出張先のホテルで一晩中何度も中出しされた不倫アナル性交（4月22日、MILK）
- 戦隊ヒロイン拘束 戦隊ショーのヒロインを捕まえろ（4月23日、GIGA）
- Wアナルビッチ8（5月6日、グローリークエスト）
- 誰かに見られたらヤバイかな？バレそうなスリルに興奮して自慰行為を自撮りする性欲旺盛なAV女優22人の全力オナニー（5月20日、グローリークエスト）
- スーパーヒロイン絶体絶命！！Vol.82 美少女戦士セーラーアリエル（6月11日、GIGA）
- どこでもフェラさせられちゃう素人娘たち 8 13人（6月19日、かぐや姫Pt）
- 2穴中出し集団痴●バス2（6月24日、ナチュラルハイ）
- 同じセリフしか言わないRPGのモブキャラを犯しまくりたい！（6月24日、ROCKET）
- ヒロインハンティング 牙を剥く姫への邪怨！狙われたスパンデクサー・サンエンジェル（7月23日、GIGA）
- おま●この形状まるわかり！薄いパンツの上からマン汁ぬるぬる透けオナニー6（8月19日、かぐや姫Pt）
- おしっこ114連発 98人（9月2日、グローリークエスト）
- Anal Collapse 肛門崩壊 妃月るい（9月2日、グローリークエスト）
- ヒロインウェット＆メッシー ドロドロビチョビチョ汚辱 強獣戦隊ワイルドレンジャー 生贄にされたワイルドホワイト（9月24日、GIGA）[29]
- 私たちはスワッピングで燃えてしまう変態レズカップルです。 他の女性で感じる彼女の姿が、可愛くて…（10月12日、ビビアン）

- 新風船エロス娘 02（2月4日、アキバコム）
- THE NEXT BIG THING Vol.06（2月4日、SUPER SONIC SATELLITES）
- レズバトルプライド 03（2月25日、バトル）
- 失神ルール男女混合ファイト07（3月4日、バトル）
- 腰破壊SPECIAL 5（3月4日、バトル）
- FEM BOXING THE BEST I（3月18日、バトル）
- SM女王様立場逆転アナル凌●（4月19日、グローリークエスト）
- 秘経穴破壊ドミネーション スパンデクサー・コスモエンジェル デッドフェイス編（4月22日、GIGA）
- 音琴るい 追撃の達人 一回の射精で終わると思ったら大間違いなんだから…（5月10日、クリスタル映像）
- 素人美少女とリモコンバイブお散歩 5 ーSBY区編ー「もう我慢できません…//」人混みの中ビクビク震えてイキまくってしまう女子たち！人生初の羞恥プレイでまさかのエロスイッチオン！車移動中も大胆カーオナニー！最後は近くのスタジオで心行くまで生セックス！（5月13日、赤面女子）
- 《強○わいせつ流出》《ブラック部活》女子マネ集団い○め/インカレ出場17回・古豪大学サッカー部/被害者4名（6月2日、素人39）
- 麻縄に戦慄く未亡人レズビアン ～孤独な若妻をドマゾ覚醒させる悪魔の奴●調教～（6月14日、ビビアン）
- 捕らわれの女捜査官腹責め（6月27日、フェチモア）
- モンスター妻に尽き果てた僕は毎月一度だけ 年下の女上司の部屋へ出張して二泊三日の不倫生活で癒されています。（6月28日、h.m.p DORAMA）
- どシコリお給仕申し上げます。小悪魔痴女ご奉仕メイドお届けします。（7月1日、ONE MORE）
- 緊縛調教妻 変態夫の策略で堕ちていく怒涛の異常快楽。縄と蝋燭と鞭と菊門調教と二本挿し 音琴るい（7月12日、グローバルメディアアネックス）
- アナルバニー（7月19日、グローリークエスト）
- 完全主観 呆れるほどお下品など痴女奥様お貸しします。（7月19日、ゾクゾク娘）
- 巨乳人妻だけを狙った尾行押し込み3穴アナル鬼畜レ●プ映像（7月22日、青空ソフト）
- 肛門喉奥膣穴 欲張り3ツ穴マゾファッカー（7月26日、えむっ娘ラボ）
- 憧れの巨乳美人同僚 01（8月16日、ゾクゾク娘）
- FGI02開催記念マッチ 音琴るいvs夏目みらい（8月19日、バトル）
- 失神女子プロレス 04（9月2日、バトル）
- New Tale’s 新・テイルズ戦士 episode_01（9月9日、GIGA）
- アナル舐めさせデカ尻人妻 肛門クンニでむせるほど匂いと味をなすりつけケツ穴ヒクヒク丸出しSEXでイキ乱れるショートヘア痴女奥様（9月20日、ディープス）
- 肛門絶頂アナルオナニー（9月20日、グローリークエスト）
- 就活女子大生セクハラ面接の実態！「内定の為なら…私なんでもします」ブラック企業によるパワハラ行為の一部始終大公開！恥じらいAV出演（10月18日、ゾクゾク娘）
- 【流出】陸上で有名だった選手 高・大学選手権で活躍 本名:●●瑠衣 現:旭●●所属（10月25日、レアルワークス）
- 腹筋を鍛える腹責めトレーニング（11月21日、フェチモア）
- 友人の結婚式帰りに終電逃した同級生3人を自宅に泊めたら…超ラッキー!宅飲みで勝手に盛り上がったアラサー女子達が30歳手前の童貞を筆おろしする朝までナマ中出しSEX!（12月8日、SODクリエイト）
- アナルマニア以外入店禁止！変態尻穴専門ハプニングバー2（12月20日、グローリークエスト）
- 献身的な人妻介護士が催●の餌食に…臭いチ○ポもケツ穴もキレイにしゃぶる二穴性奴●にさせられる（12月22日、SODクリエイト）
- ヒロイン変身解除 夢幻戦隊ミスティックレンジャー2（12月23日、GIGA）

- 女医in...（脅迫スイートルーム）（1月6日、ドリームチケット）
- 妖艶小悪魔女幹部ヒーロー陥落 ～弄ばれた紅き純情戦士～（1月13日、GIGA）
- 食い込みTバックパンチラで僕を誘惑してくるデカ尻ご近所妻 2 肉厚尻でフル勃起チ○ポを逆即ハメされ精子を何度も搾り取られた（1月17日、ディープス）
- バトルファッカープロレスリング08（1月20日、バトル）
- 美少女仮面オーロラ 起死回生！？悪の助っ人大作戦（1月27日、GIGA）
- 【G1】テクノギア2（1月27日、GIGA）
- 水湊楓 レズ解禁 ～義姉のレズ沼にハマった私～（2月23日、アイエナジー）
- 彼氏の寝取らせ願望のために肛門で他人棒を受け入れる人妻 ゆい（3月9日、コスモス映像）
- 一般男女モニタリングAV 家族旅行中の即席W不倫企画 巨乳妻が初対面のデカチン男性とタオル一枚で相席混浴！過激ミッションでみるみる勃起するデカチンに恥じらいながらもご無沙汰オマ○コからは期待汁が止まらない！スケベ本性剥き出しの生ハメ中出し連続射精セックス！（4月4日、ディープス）
- MM号素人首絞め＆アナル責め！容赦なく酸欠失神まで追い込み鬼のスパンキングで真正M女を探せ！果たしてアナルSEXを受け入れる娘はいるのか！？（4月11日、AVS collector’s）
- ヒロイン官能快楽堕ち 美少女仮面オーロラ（4月14日、GIGA）
- アナルのシワの数までハッキリわかる！ノーモザイク連続絶頂アナル見せオナニー15（4月20日、アイエナジー）
- 黒人巨大マラ 犯●れた日本人美女 アブノーマルな快感を求めて浮気する変態妻。快楽の罠に堕ち悶え喘ぐ両穴二本挿し凌●4P輪●（4月25日、グローバルメディアエンタテインメント）
- 可愛い保育士さん！悩める男にオッパイ吸わせてもらえませんか？母性溢れる授乳手コキで勃起したチ○ポを聖母様が生挿入！そのまま中出しさせてくれました！（5月11日、アイエナジー）
- スーパーヒロイン危機一髪！！Vol.98 パワーウーマン（5月26日、GIGA）
- Wアナル奴●（6月6日、グローリークエスト）
- BWP NEXT 10 開催記念スペシャルマッチ 音琴るいvs辻さくら（6月16日、バトル）
- ヒロイン討伐Vol.106 仮面美聖女戦士エクリプス ～美聖女破壊阿鼻叫換～（7月14日、GIGA）
- 「お尻にもマ○コにもチ○コください…」アナルに媚薬リモバイを入れられ遠隔ケツイキ発情！アナニ―中に再び襲われ下半身が窒息するほど交互ズボ挿し2穴ピストンを懇願するスポーツ女子3（7月6日、ナチュラルハイ）
- チアナイツZERO（8月11日、GIGA）
- アナルのシワの数までハッキリわかる！ノーモザイク連続絶頂アナル見せオナニー17（8月24日、アイエナジー）
- イケメンが人妻を部屋に連れ込んでSEXに持ち込む様子を盗撮したDVD。001～強引にそのまま中出ししちゃいました～（9月5日、熟女JAPAN）
- プロレズリングファイト GREAT07（9月8日、バトル）
- 地下ファイト男女混合マッチ 変則タッグ2vs1戦 02（9月15日、地下ファイト）
- 「制服・下着・全裸」でおもてなし またがりオマ○コ航空16 H90cmオーバーGRADE デカ尻ハイクラス便（9月21日、SODクリエイト）
- 変態会員御用達！3穴喉奥悶絶イラマ性交（9月22日、h.m.p）
- NEWドミネーションガールズ05（9月22日、SUPER SONIC SATELLITES）
- ヒロインを倒せ！ボクの考えた最強怪人 ～スパンデクサー アース・エンジェルVSスパンデクサーキラー T-Golem～（10月13日、GIGA）
- 電影戦隊チャージマン 褒美はチャージマーメイド 音琴るい（10月27日、GIGA）
- BWP story 05（10月30日、バトル）
- 一般男女モニタリングAV 巨乳妻限定！ノーハンドフェラでズラ～ッと並んだチ○ポ10本の中から愛する旦那のチ○ポ当ててみて！ハズレたらいきなりデカチン即ハメ！形・大きさの異なるフル勃起チ○ポと大量ザーメンを味わって発情した人妻オマ○コは旦那の目の前なのに絶頂が…（11月7日、ディープス）
- 激闘スペシャルMIX男女混合タッグマッチ 雨宮留菜&音琴るい組vs男子レスラー組（11月17日、バトル）
- 音琴るいを変態育成した記録映像（11月24日、h.m.p）
- アナルとマ○コにバイブを無理やり同時挿しされ2穴Wアクメで泣きながらイキまくる敏感女（12月7日、ナチュラルハイ）
- 【G1】チャージマン マーメイド＆フェニックス～絶望への凱旋、敗辱の肉林～（12月8日、GIGA）
- 裏垢同人ごっくん妻（12月29日、ワープエンタテインメント）

- クチ・マ○コ・アナル 三穴中出しOK！性欲暴走イクイク逆バニー風俗 るい（1月2日、ムーディーズ）
- お願いします。私を調教してください…。 本物マゾ雌奴● プライベート調教レズビアン THE HARD（1月9日、ビビアン）
- 監禁！拷問！調教！絶叫！絶頂！ 強●絶頂絶叫拷問調教 完墜屈辱エリート麻薬捜査官 おマ〇コ×アナル2穴強●淫覚狂乱地獄（1月30日、AVS collector’s）
- くノ一 尻穴調教修行 肉体開発菊門調教の試練と4P二本挿しセックス（1月30日、グローバルメディアエンタテインメント）
- 天乃のあレズ解禁 復讐ハウスメイドの下剋上リベンジレズ調教で理解（ワカ）らせる（2月13日、ビビアン）
- 「お尻の穴ならHしたことにならないよね…？」性欲が強すぎる変態教え子にデカチンケツ穴拡張され中出しアナルセックスでイキ狂うエグマゾ肛門オナホに覚醒したデカ尻女教師（3月5日、ルナティックス）
- 阿仁丸戦隊ジンジュウガー 壊滅？！ジンジュウガー最大の危機【前編】（3月8日、GIGA）
- 阿仁丸戦隊ジンジュウガー 壊滅？！ジンジュウガー最大の危機【後編】（3月8日、GIGA）
- ヒロイン討伐Vol.109 New Tale’s Ep_1.2.0（3月22日、GIGA）
- マニア達が集まる変態羞恥キャンプ（3月26日、グローリークエスト）
- 狙われたモデル撮影会！！ イベント会場レ●プ 大乱交9P凌●強● 泣き叫びながら複数人に犯●れ輪●され悶える衝撃の流出映像 音琴るい（3月26日、グローバルメディアエンタテインメント）
- じんかくそうさ洗脳催●アナル外伝 真面目OLが催●で2穴アヘイキ奴●になった編（4月2日、山と空）
- 6穴（けつ）逆バニー！ クチ、マ〇コ、アナル、全部同時に使えるマルチ・ホールでズボズボ乱交パーティー（4月23日、AVS collector’s）
- RE肛門喉凹膣穴たるんだアクメ3ホールに止まらない最狂パンク刺激フルパワー全穴陶酔性交（5月28日、えむっ娘ラボ）
- ヒロインを倒せ ボクの考えた最強怪人 暗黒投影怪人ビー・マイ・シャドーvsファントマイエロー（6月14日、GIGA）
- 美人パーソナルトレーナーが超デカ尻なのに無防備誘惑してくるので…（7月5日、ゲッツ！！）
- 出張パーソナルトレーニングのインストラクターにデカチン見せつけセックス交渉 ストイックなアスリート程性欲旺盛で鍛えられたマ〇コは締め付け抜群という巷の噂が本当なのか検証します！（7月11日、アイエナジー）
- 一般男女モニタリングAV×マジックミラー便コラボ企画 パパは誰だ！？ 愛する夫の目の前で路上NTR！妊活妻にこっそりゴム外して生挿入→しれっとデカチン種付け生中出し！（9月3日、ディープス）
- 拝み倒してアナルのお願い！悶絶二穴FUCK激イキ昇天2（9月13日、ま○こ銀行）
- 変態レズビアン ～体液マニア 唾液もマン汁も舐めつくしたい～（9月17日、U＆K）
- 石川陽波 レズ解禁 ～Don’t Look Back～（9月26日、アイエナジー）
- アナルのシワの数までハッキリわかる！ノーモザイク連続絶頂アナル見せオナニー28（9月26日、アイエナジー）
- 「パパとママには言わないって約束して…その代わり…」VRオナニーをボクに見られてしまった義姉が親に内緒する代わりにHな事してあげると言って出した条件は手コキ…！普段清楚な義姉は固くなっていくボクのち〇こに発情してしまい挿れてはイケないと我慢していたのに徐々に条件が破綻・・・（9月26日、.WorKs/FALENO TUBE）
- 地下女子プロレス技耐久コンペ①（10月11日、TM FIGHTING PROJECT）
- 肛内射精できるまで悪徳整体師にアナル開発マッサージされたスポーツ少女（10月10日、ナチュラルハイ）
- 無防備な透けパン尻で僕を誘惑してくるご近所妻 デカ尻でフル勃起チ○ポを逆即ハメされ精子を何度も搾り取られた（10月15日、ディープス）
- レズ録CH ～イマドキ女子の告白！！ビアンセックス密着撮影～（11月5日、U＆K）
- アナルのシワの数までハッキリわかる！人妻ノーモザイク連続絶頂アナル見せオナニー（11月21日、アイエナジー）
- カメラの前でおしっこする女 5（11月26日、グローリークエスト）
- スーパーヒロインの悪夢II/Heroines in nightmare II（12月20日、TM FIGHTING PROJECT）

- 顔出しMM号 美人妻限定 ザ・マジックミラー 仲良しママ友対抗！童貞逆ナンパ射精バトル！！ 4 出会ったばかりの年下童貞を人妻が恥じらいながらも手コキ・オナホコキ・フェラ！筆おろし中出し！！（1月7日、ディープス）
- わたし黒人さんと交尾がしたい！彼氏に内緒で来たけど、もう普通サイズには戻れないかも…フェラ好きビッチが憧れの黒人さんとバコハメ！（1月21日、ミスマッチ）
- ご主人様の命令は絶対。発狂アクメ堕ちする怪物アナルの応酬。W有頂天ケツ穴ご奉仕メイド（1月28日、えむっ娘ラボ）
- セクシーアイドルレスリング ROUND 7（2月1日、SILVER BIRCH）
- 日米韓キャットファイトリーグ2 日本代表先発戦（2月1日、TEAM WIZARD）
- 【ザ・密着ノンフィクション】喉奥イラマチオ射精依存管理センター 過度な性欲やイラマ症候群による射精依存症の治療に励む緊急医療の最前線を取材したドキュメント（2月20日、FALENO TUBE）
- 衆人姦視レズハードコアBDSM Public Disgrace（3月10日、ROCKET）
- いつも悶々とアソコが疼いてるお姉さんが熟れた肉体を中年オヤジに乱開発され心もカラダも大解放イキまくり！（3月31日、オリンポス）
- 寝取られ願望のある夫婦限定！ 巨乳人妻ノーハンドフェラ旦那チ〇ポ当てマッチング！2 生チン10本からお口の感触だけで当てたら100万円！失敗で即ズボNTR罰ゲーム（4月15日、はじめ企画）
- 自撮り 見せ合い誘惑オナニー（4月15日、プリモ）
- アナルギアソリッド（4月22日、えむっ娘ラボ）
- 2人のケツ穴奴●が繰り広げる異次元レベルのぶっ壊れアナルWクソマゾ野外調教（4月22日、グローリークエスト）
- 女の決闘ハウスメントバトル（4月26日、TM FIGHTING PROJECT）
- 三穴責め続け中出し漬け（5月4日、ワープエンタテインメント）[30]
- ヒロイン操り人形 科学鳥人隊バードソルジャー バードホワイト（5月23日、GIGA）
- 女戦闘員SEGLA スーパーヒロインアンサンブル！女戦闘員の赤い罠（6月27日、GIGA） - ジンキャット 役
- 金粉アナル育成 音琴るい（7月11日、バミューダ）
- 隣のアナル好きのオヤジと童貞息子のために二穴解放するドM美人妻 音琴るい（7月15日、ルビー）

### アダルトビデオ -配信-
- 「触りっこする…？」■※童顔なのにお色気ムンムン系美女子大生※年下男子からモテモテ※脱がせると柔らかそうな美BODYに目が釘付け※電マに弱すぎ※ビクビク痙攣大絶叫※超絶敏感欲しがりマ○コが理性崩壊、自ら挿入！※彼氏の友達と本能のままに乱れ交わう禁断SEX！！ （4月22日、DOC）※「わかな」名義
- ラグジュTV 949（5月21日、ラグジュTV）※「森平みさき」名義
- ぶっかけ伝説 ザーメン吐放流 8（8月18日、FSナイツビジュアル）
- ぶっかけ伝説 ザーメン吐放流 10（9月16日、FSナイツビジュアル）
- 【美人保険外交員】24歳るいちゃん参上！仕事帰りでスーツを着たままやって来た彼女の応募理由は『私、、、もっとえっちな願望があるんです…』彼氏のSEXがノーマルで性癖を打ち明けられなくAV出演！綺麗な一般女性と思いきや【強烈に変態】だった！身も心も。。。そしてアナルも！とんでもない保険外交員が現れた！【2ケツ+串刺し】は必見！シリーズ史上最高に変態な逸材が現れる！見逃すべからず！ （11月28日、ARA）
- 【乳デカ文系美少女】W大講堂で見つけた服の上からでも分かる巨乳ちゃん⇒3浪して入学。どうりで童顔の割に落ち着いた雰囲気⇒恋人も不要とか達観した人生観⇒しかし浪人中に経験したハンパない性体験にドスケベ発覚！⇒男日照りの弱みにつけ込みおっぱいタッチ&Go！SEXの巻：私立パコパコ女子大学 女子大生とトラックテントで即ハメ旅 Report.077（12月15日、プレステージプレミアム）
- 超絶美人のタクシードライバー！！！夜の新宿で見つけた、誰もが二度見必至の激レア美女！！！気合を見せるために自ら二種免許を取得し面接に挑んだと言う志(こころざし)激高なド真面目ドライバーはおもてなし精神の塊！！！急な取材にも嫌な顔一つせず、色々な業界あるあるスポットを案内してくれ正に完璧神対応…！！！可愛らしいし胸はおっきぃし、、本編見たら会いたくなる事間違いなし！！！新宿～渋谷～恵比寿辺りが彼女のエリアらしぃですよ：夜の巷を徘徊する〝激レア素人〟！！ 10（12月20日、プレステージプレミアム）

- 百戦錬磨のナンパ師のヤリ部屋で、連れ込みSEX隠し撮り 117 清楚でアイドル顔なOLも実はアニオタで腐女子！イケメンの鍛えた体を描いてたら思わず興奮！？エロ同人ばりに感じまくり&イキまくり！！（3月24日、ナンパTV）
- 【超ドマゾ】24歳【美人会社員】るいちゃん参上！仕事帰りにAV出演しちゃう彼女の応募理由は『私、非日常の快楽願望があるんです…』普段は真面目に働く保険のセールスレディー！敏感過ぎるそのカラダはアナルも感じてしまう【変態BODY】アナルバイブ刺されてイキまくり！【イラマチオ】【スパンキング】とにかくボロボロになるまでハメられまくって絶頂の嵐！『もう普通のエッチが出来ないんです…』変態彼氏募集中！この逸材のSEX見逃すな！ （4月3日、ARA）
- りん（7月4日、おっぱい研究所）
- 笑顔が可愛すぎるFカップの新人美容師さんが仕事をサボっちゃいましたwwwやばエロなビキニに着替えて海ではしゃぐ姿が眩し過ぎて揺れるたぷたぷおっぱいをずっと眺めていたらいつかポロリするんじゃ…自由気ままな時間を過ごした後はイルカショーを観て感動させて…3年振りのセックスでは溜まりに溜まった欲求と仕事のストレスが大爆発！！理性がフッ飛ぶくらいのセックスで超リフレッシュ&デトックス☆明日からも仕事がんばってね！！：今日、会社サボりませんか？01 in 池袋（9月30日、プレステージプレミアム）

- るい（1月24日、池袋素人倶楽部）
- Fカップの筋肉大好きガチイラストレーターがAV男優を逆ナン！？攻められれば高感度が発覚の隠れ極上ツユダクボディ！！攻めに回れば筋肉フェチ覚醒の濃厚ご奉仕で全身リップ！！生チン堪能中出し筋肉まつりじゃい！！/AV男優の電話帳/No.018（3月20日、マジック）
- 「大きいチ○コ好き♪」変態コスプレイヤーの極上ボディ限界露出で密室個撮！！コスの上からわかる勃起チクビは感度は良好！！ぐしょ濡れマ○コに極太チ○コを生挿入！！カレチ○コで届かないマン奥攻めでガチ昇天！！/ラブホドキュメンタリー休憩2時間/55（3月24日、マジック）
- 1on1ガチンコ全裸レズバトル3rd 新村あかりVS妃月るい（4月23日、ROCKET）
- 妄想アイテム究極進化シリーズ 転校生は石化蛇男～クラスの女子よ徐々に石化せよ～（5月21日、ROCKET）
- 【徳島産の阿波踊りイキ！】鳴門海峡！子宮がうずく！膣が鳴く！渦潮の如き半狂乱！喉奥までデカチンを竿刺し！ヨダレが泡立ち恍惚のピストンイラマ！男のアナルを舐める変態カリスマ美容師！お遍路魂炸裂！雑念を忘れてアラート発動！（10月9日、FALENO TUBE）
- 変態彼氏持ち込み企画☆短小男子の依頼で彼女をデカチン責め☆未曽有の快感与える男優チ〇ポで種付けされる痴態を限定配信ｗｗ（12月4日、マジック）

- 自己紹介＆濃密ベロ唾液舐め愛・主観見せ付けレズベロキス（1月19日、feti072.com）共演：白雪ひめ
- 口臭・唾液臭好き女教師の酸っぱい匂いフェチ鼻舐めレズ（3月18日、feti072.com）共演：白雪ひめ
- レースクイーンの汗蒸れパンスト臭嗅がせ＆ダブル痴女足コキ（4月4日、feti072.com）共演：白雪ひめ
- 隣人オナニー盗撮 #1 美巨乳細身/日焼け跡残る美少女（4月11日、ジッタ隣人）
- 【人妻】美乳ナイスボディの美人華道家元29歳 初めての浮気セックス映像。もう旦那とは二度としたくないほど巨根で激しく犯●れ種付けされる（4月18日、HMN WORKS）
- 乳首舐めレズ（4月25日、feti072.com）共演：白雪ひめ
- 自己紹介＆濃密ベロ唾液舐め愛・主観見せ付けレズベロキス（5月4日、feti072.com）共演：加賀美まり
- るいさん（5月10日、ゾクゾクタイム）
- ダブルバーチャル女体臭Ｍ男責め汚パンティーコキ（5月16日、feti072.com）共演：白雪ひめ
- 音琴るいちゃんの舌・口内自撮り（5月24日、feti072.com）
- 面接官RUIの新入社員テスト 痰唾吐き掛け顔面舐めレズ面談（5月27日、feti072.com）共演：白雪ひめ
- ダブル痴女蒸れ蒸れ腋臭責め腋コキ（6月6日、feti072.com）共演：加賀美まり
- Rui（6月10日、ゾクゾクタイム）
- 汗まみれ発酵汚臭ソックスW爪垢臭気責め（6月15日、feti072.com）共演：白雪ひめ
- 口臭・ベロ臭・唾液臭を堪能するベロ密着ホールド鼻舐めレズ（6月24日、feti072.com）共演：加賀美まり
- ベロ観察・ベロ唾液フェチズム（7月1日、feti072.com）
- 働く女性の発酵した激臭爪嗅がせ臭気手コキ（7月9日、feti072.com）
- 酸っぱ臭い匂いを嗅がれて発情！OL達の蒸れた激臭パンスト足舐められフェチレズ（7月18日、feti072.com）共演：加賀美まり
- 大量痰唾えずき汁溢れる超マニアックな体液ぶっかけ合い顔面舐めレズ（7月29日、feti072.com）共演：加賀美まり
- 乳首アクメレズビアン（8月10日、feti072.com）共演：加賀美まり
- 運動後の汗だく激臭デカ尻アナル臭マーキング顔騎（8月16日、feti072.com）
- 自己紹介＆濃密ベロ唾液舐め愛・主観見せ付けレズベロキス（8月22日、feti072.com）共演：岩沢香代
- バーチャルベロキス（8月30日、feti072.com）
- 野外露出調教レズ（9月14日、feti072.com）共演：加賀美まり
- 乳首オナニー（9月20日、feti072.com）
- 乳首アクメレズビアン（9月26日、feti072.com）共演：岩沢香代
- 痰唾交換顔面舐めレズ（10月7日、feti072.com）共演：岩沢香代
- 【究極過激体液映像】エグ過ぎる大量くちゅくちゅ【唾液・痰・鼻水】混ぜ混ぜ体液絡み付き手コキ（10月15日、feti072.com）
- バーチャル足裏見せ付け淫語オナニー（10月20日、feti072.com）
- 唾液・マン汁混ぜエロクサ汁絡み付く バキバキ勃起ディルドガン突きオナニー（10月25日、feti072.com）
- バーチャル痰唾吐き掛け激臭痰壺ベロ臭嗅がせ騎乗位ヌキ（11月1日、feti072.com）
- 蒸れ蒸れ女体臭 激臭腋・オマ〇コ擦り付け臭気責め（11月10日、feti072.com）
- へそ舐めレズ（11月12日、feti072.com）共演：岩沢香代
- 全力ダンスで蒸れた激臭ダブル足嗅がせ＆痰唾吐き掛けＭ男チ〇ポヌキ（11月16日、feti072.com）共演：岩沢香代
- 口臭・ベロ臭・唾液臭を堪能するベロ密着ホールド鼻舐めレズ（11月25日、feti072.com）共演：岩沢香代
- ツンと激臭を放つ美脚ブーツパンスト蒸れ蒸れ臭気責め（12月3日、feti072.com）
- ダブルバーチャル痰壺体感 唾液ベロ臭顔面鼻舐めクチュクチュ手コキ～童貞の後輩社員編（12月9日、feti072.com）共演：岩沢香代
- 自己紹介＆濃密ベロ唾液舐め愛・満開ベロ見せ付けレズ接吻 音琴るい 大川月乃（12月12日、feti072.com）
- 主観バーチャルたこちゅう（12月17日、feti072.com）
- feti072.com痰唾吐き掛け顔面舐め新世界決戦！新生双璧の最強唾液顔面舐めレズ（12月31日、feti072.com）共演：大川月乃

- 美脚パンスト足激臭嗅ぎ舐めレズ（1月16日、feti072.com）共演：大川月乃
- ローアングルダンス（1月23日、feti072.com）
- ダブルバーチャル激臭痰壺体感・唾液ベロ臭痰唾顔面鼻舐め（1月27日、feti072.com）共演：大川月乃
- 腋観察・セルフ腋舐め（2月4日、feti072.com）
- 口臭嗅がせ鼻舐めレズ（2月6日、feti072.com）共演：大川月乃
- 【JOIフェチオナテツ】超美人なお姉さんに変態性癖でドン引きされながらオナニー指示されるバーチャル映像（2月21日、feti072.com）
- 足観察・セルフ足舐め（3月23日、feti072.com）
- 自己紹介＆濃密ベロ唾液舐め愛・満開ベロ見せ付けレズ接吻（4月24日、feti072.com）共演：雨依つばめ
- 【ガンギマリアナル】激ヤバ性欲アナニー美人妻28歳。オナニーじゃ満足できなくなり初3Pアナルで昇天絶叫絶頂！！狂喜乱舞の2穴ハードコア中出しファッキン！！（4月29日、HMN WORKS）
- るい（4月29日、ハメドリネットワークSecondEdition）
- ルイ先生の女子校生激臭足嗅ぎ舐めレズ指導（5月19日、feti072.com）共演：雨依つばめ
- ルイ先輩の新人グラドル激臭腋嗅ぎ舐めレズ講習（6月3日、feti072.com）共演：雨依つばめ
- 【ガチセックス狂】快感に取りつかれた変態ドM痴女27歳。イケメン鬼チ○ポでイグイグま○こ＆喉∞絶頂潮吹き中出しハメ撮り【ぶっ壊れビッチ！！】（6月4日、あいすまん）
- feti072.com慈愛女神【RUI様】の痰唾吐き掛け顔面舐め情熱レズ（6月9日、feti072.com）共演：雨依つばめ
- ぬるべちょ泡々濃厚唾液ぐちゅぐちゅフェティッシュ（6月24日、feti072.com）
- エナメルニーハイレッグフェティッシュ（7月5日、feti072.com）
- 【音琴るい】のことが大好き過ぎる後輩【雨依つばめ】が先輩の口臭・ベロ臭・唾液臭を堪能しまくるムッツリ変態的唾液鼻飲みレズ（7月28日、feti072.com）
- パパ活女子大生 Ecup 20歳 生意気Z世代雌ビッチをわからせる！ オホ声で子宮エグり絶頂する最高のカラダ たっぷり生中（7月30日、HMN WORKS）
- バーチャルどろっどろ痰壺沈没主観激臭痰唾マニアックス（8月4日、feti072.com）
- 日常の中の足覗きアングル観察（8月24日、feti072.com）
- 究極唾液喉汁遊戯フェチズム（10月3日、feti072.com）

- るり（1月24日、ハメドリネットワークSecondEdition）
- るい（3月15日、シロウト急便）
- るい 2（3月29日、シロウト急便）
- るい（9月7日、俺の素人-Z-）
- Korea-Japan catfight league Vol 2 Japan trial 1 Round 1 ssireum & Sumo（9月27日、TEAM WIZARD）
- Korea-Japan catfight league Vol 2 Japan trial 1 Round 2 Pro-style（10月3日、TEAM WIZARD）
- Korea-Japan catfight league Vol 2 Japan trial 1 Round 3 Oil Lezbattle（10月19日、TEAM WIZARD）
- ぺち（12月4日、G-AREA）

- 私で精子だしてね 自撮りオナニー（4月4日、プリモ）
- RUI（4月4日、鉄人2号さん）
- ～喉奥姦通～ イラマチオ（4月10日、KLEIN）
- Girl fight story vol 6 Part 2 Lezbattle（4月17日、TEAM WIZARD）
- Girl fight story vol 6 Extra match S-fight（4月24日、TEAM WIZARD）
- 犬嗅ぎ娘 るい編 美女とキモおじ1（6月13日、フェ血ス）

### アダルトビデオ -VR-
- 長尺VR 素人ナンパ！！とりあえず素股までが間違えてチ●ポがズボリ！！VR（6月8日、ケイ・エム・プロデュース）
- ち●ぽが好き過ぎる美少女 水着で生中出しSEX（6月20日、世田谷VR）
- バカンス気分でちゅっちゅっちゅー。 日焼けあとがエロすぎる彼女と5体位セックス！（6月22日、KMPVR）
- あの夏、いちばん淫らな膣。 〜幼馴染と再会SEX〜（7月25日、KMPVR）
- 妃月るいがメンズエステティシャンでしかも癒し系で途中から本番させてくれて中出しまでできたら疲れもとれちゃいますね！（8月7日、KMPVR）
- ソープランドにきたら美女2人の2輪車プレイ！ ボクは拘束椅子にのせられて大発射！膣外射精と生中出しの大満足ソープ体験！（8月8日、KMPVR）
- ナイスボディなメイドと壁ドンからの立ちバック！ボクのことを好き過ぎるご奉仕メイドとのなんともうらやましい日常。（9月13日、CRYSTAL VR）
- ３DVR 本サロレストラン2（FSナイツビジュアル）
- ３DVR 快感バニーガール連続イキ狂い（FSナイツビジュアル）
- パンチラ×太もも×ニーソ 絶対領域VR 2（11月2日、CRYSTAL VR）
- 下校中、突然ゲリラ豪雨でビショ濡れになった女子校生2人に連続生中出しSEX（11月13日、KMPVR）
- イチャつきピンサロで本番SEX（12月21日、4K VR）
- 僕の家に数日間泊まってる親戚のお姉ちゃん達が僕を実験台に両サイドから耳元でたっぷり濃厚淫語でめちゃめちゃ！はぁはぁ！くちゅくちゅ！ペロペロ！してくる夢のハーレム中出しSEX 妹の結まきな 姉の妃月るい（12月23日、KMPVR-bibi-）

- SOD女子社員 仕事始めの会 新年もちつきVR（1月10日、SODクリエイト）
- 彼女がボンデージに着替えたら…大人しかった彼女が豹変！？大迫力痴女SEX！！（5月16日、CRYSTAL VR）
- 劇的高画質 妃月るい 声我慢濃厚イチャイチャ！VRに夢中の兄のいる部屋で…二人きりになると「先輩…生でイイですか？入れちゃいますね…熱いですね、先輩すごぉい…先輩のぉ…恥ずかしすごいぃぃ」まだまだ濃密な時が続いていく…（5月25日、ブイワンVR）
- VR異世界に転生してエルフ酒場に入ったらモテモテだった件（5月27日、TMA）
- 高画質 妃月るい 隣人・美人な奥さん！誘惑痴女「玄関であぁんだめぇ！お隣に聞こえちゃうからぁ！あぁん！すごぉい！」大胆な喘ぎ声が聞こえる！（8月1日、TEPPAN VR）
- クンニVR 3（9月6日、ケイ・エム・プロデュース）
- わがままM男の君のこと、痴女っちゃうぞ 至極のご奉仕痴女で追撃射精 強●膣中SEX！！（9月13日、ケイ・エム・プロデュース）
- どぴゅっ×11 連続射精W（ダブル）イっても止めない最高級風俗でめちゃくちゃ気持ちいいセックスしよ！！（10月2日、KMPVR-bibi-）
- お尻楽園（10月18日、ケイ・エム・プロデュース）
- 脚でイカされるVR（11月21日、ケイ・エム・プロデュース）

- 乳首責めVR（1月17日、ケイ・エム・プロデュース）
- アナル舐めVR 目線はカメラ！お口はアナル！ケツに顔をうずめてペロペロ！時にはジュルジュル！肛門に舌をねじ込んでみたり！ 徹底的にアナルを舐めてくれるVR（3月18日、ROOKIE）
- 至近距離でイヤらしい淫語を言ってじゅるじゅる音をたてながらスケベにフェラチオしてくれるVR（4月8日、ROOKIE）
- 誰もいないオフィスで誘惑してくる黒ストッキングフェチVR（4月30日、TMA）
- 【8K撮影】史上最高画質で見る超密着中出しSEX【極上女優4名収録290分長尺】（10月22日、エロタイムPOP！）

- 勃起したアレを見せるとヤラせてくれると噂の色白巨乳の先輩にオレの愚息を見せてみたッ！（5月28日、CRYSTAL VR）
- 小悪魔痴女3人とアナル見せつけシェアハウス生活 ヒクヒク誘惑するケツ穴を見せつけられながら何度も射精させられるVR（10月22日、SODクリエイト）

- 数年ぶりに帰郷すると、アラサーの義姉は未だに自称家事手伝い（ニート）の喪女だった。無防備な尻、無様なピストンバイブ・オナニーを覗き見て思わず襲ってしまうと、久しぶりのチ●ポに興奮止まずにイっても追撃騎乗位してくる！るい（29）（5月22日、SODクリエイト）
- 家庭教師のお姉さんのアナルに淫乱ビッチな感情が芽生え、ボクの心に「チンポが欲しい」とテレパシーで訴えかけてくる！ 感情を持った肛門VR（5月29日、SODクリエイト）

- パイパンとフサフサ陰毛、どっちが好きなの？鼠蹊部を眺めながら罵倒されたい…オモケナシClub デリバリーM性感風俗に胡桃さくらと音琴るい入店！（6月15日、kawaii）

### アダルトビデオ -総集編・オムニバス-
- 妃月るい エスワン全12タイトル 完全コンプリートBEST12時間（8月1日、エスワン）※単体ベスト

- 憧れのカノジョ 妃月るい（2月21日、クリスタル映像）※単体ベスト
- 妃月るいの極太ハードアナルBEST4時間（10月1日、ムーディーズ）※単体ベスト

- 清純な見た目から想像できないドM女 妃月るい ベスト（9月14日、ながえスタイル）※単体ベスト
- 妃月るいBEST VOL.1（12月7日、グローリークエスト）※単体ベスト

- 濃厚粘膜接触 唾液糸引きレズキス（6月21日、ゑびすさん）
- デカ尻顔騎コキ（8月2日、ゑびすさん）
- 野外露出調教レズ（8月16日、ゑびすさん）
- 伸縮肥大乳首アクメレズ（9月6日、ゑびすさん）
- 唾液・マン汁混ぜエロクサ汁絡み付く バキバキ勃起ディルドガン突きオナニー2（9月20日、ゑびすさん）
- レースクイーンの汗蒸れパンストダブル足コキ（10月4日、ゑびすさん）
- ベロ腹密着鼻舐めレズ（10月18日、ゑびすさん）
- 濃厚接吻レズ（11月1日、ゑびすさん）
- 蒸れパンストOLの足指舐めレズ（11月15日、ゑびすさん）
- 挑発バーチャルベロキス（11月15日、ゑびすさん）
- 激臭足嗅がせ手コキ（12月6日、ゑびすさん）
- 伸縮自在乳首アクメレズ（2）（12月6日、ゑびすさん）
- 口臭責め鼻舐めレズ（2）（12月20日、ゑびすさん）

- ダンスで蒸れた足コキ（1月3日、ゑびすさん）
- 全裸指オナニー（1月3日、ゑびすさん）
- ダンスで蒸れた足コキ（1月17日、ゑびすさん）
- ベロレズ接吻（2月21日、ゑびすさん）
- 乳首舐め絶頂レズ（3月21日、ゑびすさん）
- バーチャルW美脚足臭責め（4月4日、ゑびすさん）
- バーチャル淫語体臭責め手コキ（5月16日、ゑびすさん）
- 美脚痴女に淫語手コキされるM男（6月20日、ゑびすさん）
- 淫語主観見せつけオナニー（7月18日、ゑびすさん）
- 淫語主観唾吐きベロキス（10月3日、ゑびすさん）
- ダブルバーチャル女体臭M男責め汚パンティーコキ（10月3日、ゑびすさん）

- バーチャル淫語W腋臭責め手コキ（1月2日、ゑびすさん）
- ベロ交尾レズ接吻（1月23日、ゑびすさん）
- 唾液汁まみれ顔面舐めレズキス（2月6日、ゑびすさん）
- へそ穴ベロほじくりアクメレズ（5月21日、ゑびすさん）
- 【W痴女】バーチャル淫語唾液責め手コキ（6月18日、ゑびすさん）
- ベロ濃厚密着唾液キス（9月3日、ゑびすさん）
- まるまる！妃月るい（9月24日、なでしこ）
- バーチャル淫語騎乗ベロちゅう（10月1日、ゑびすさん）

- 白濁濃痰顔面舐めレズ（1月7日、ゑびすさん）
- 淫乱痴女のベロ唾液手コキ（2月4日、ゑびすさん）
- 羞恥調教露出（4月15日、ゑびすさん）

### イメージビデオ -DVD-
- Rui 気まぐれワイルドキャット（2016年7月21日、REbecca）
- スイートマッサージルーム/音琴るいwith七羽（2025年5月30日、オルスタックソフト販売）

### イメージビデオ -配信-
- お尻にくっきり日焼け跡！ギャルなのに目も肌も〇〇も色素が薄い100％透明感！ブルマ（2022年2月25日、デジグラ）
- 固くなった変態○○○を見てご満悦な痴女 足フェチ編（2022年3月13日、デジグラ）
- ギャルは和装さえも妖艶に着こなす 着物（2022年4月6日、デジグラ）
- 生意気な部下が今日も仕事を押し付けてくる 挑発パンチラ編（2022年5月14日、デジグラ）
- ラケットの使い方はいろいろ♪ バドミントン（2022年5月13日、LOVEPOP）
- あの娘のパンツが見放題！おっぱいも見れちゃう幸せな日！学園編（2022年5月30日、LOVEPOP）
- 見られて嬉しい♪履き心地感想とパンモロ満載のパンツ比較実験（2022年6月28日、LOVEPOP）
- 恥ずかしがる女の子に○○してもらいたいシリーズ vol.8（2022年8月4日、LOVEPOP）
- こんな娘に魅了されてみたい！魅せる同級生の制服シャツ（2022年8月21日、LOVEPOP）
- おっぱいがはみでちゃう！下乳丸出しむっちりチアガール（2023年1月24日、デジグラ）
- 「美味しい！もっと欲しい！」大好きなあれに夢中でしゃぶりつく！ソーセージ舐め編（2023年2月4日、デジグラ）
- ムチムチ下半身がエロすぎる！鞭を振るってギリギリ露出！ミニスカ（2023年2月9日、デジグラ）
- 変態なお客様に贈る極上施術のオンパレード！「イキたいならイカせてくださいってちゃんと言ってください」エステ編（2023年2月21日、デジグラ）
- 単位が足りなくて進級できない！どうにかして先生！！補習で踏み台運動！さらに挑発パンチラ！（2023年2月23日、LOVEPOP）
- 見せ方が色っぽい！誘惑するように必ず指が動く！美乳・美尻必見のスクールコス（2023年3月8日、デジグラ）
- 見えちゃったらBANされちゃう！ギリギリの大胆サービス！ライブチャット（2023年3月22日、デジグラ）
- ステッキでごしごし！悪戯はこれから！ハロウィン（2023年10月18日、デジグラ）
- お願い事を叶えてくれる推しの娘の美尻 尻フェチ（2023年11月4日、デジグラ）
- 眼の前でブラも生おっぱいを見放題！いつでも来てほしい訪問販売（2023年11月11日、デジグラ）
- これは流石に恥ずかしい！るいちゃんの水着三昧！（2023年11月19日、デジグラ）
- 焦らしと顔にグリグリがたまらない神対応おねぇさんの顔面騎乗（2023年11月30日、デジグラ）
- 超元気！ノリノリで前蹴り、挑発的な態度にドキドキ！ホットパンツ（2023年12月10日、デジグラ）

### 写真集
- NOGIPECHI（2022年4月17日開催のフェチフェス19にて販売）
- 音琴るい写真集　Tears（2023年10月6日、HMJM出版）
- curiosity（2025年2月11日開催のコスホリック40にて販売）
- POWERPLAY（2025年4月13日開催のフェチフェス28にて販売）
- HARVEST（2025年4月29日開催のコスケットにて販売）

### 電子写真集
- Wildcat（2017年7月16日、GRAPHIS、撮影：KAZUKI.HAMADA）
- LIMITED EDITION（2017年7月16日、GRAPHIS、撮影：KAZUKI.HAMADA）
- LOVEPOP デラックス 音琴るい 001（2025年1月1日、PAD）
- LOVEPOP デラックス 音琴るい 002（2025年2月22日、PAD）
- LOVEPOP デラックス 音琴るい 003（2025年4月5日、PAD）

### 製品
- ぺちのアクリルスタンド（BASEにて販売）

## 出演

### 映画
- 美乳夜曲 乱れる白肌（2018年9月21日公開、オーピー映画） - 「平安ルナ/平安京子」二役（主演）[31]
- 快感ヒロイン ぷるるん捜査線（2019年1月25日、オーピー映画） - 水木ルイ 役（主演）[32]
- 引っ越してきました麻美です。（2023年12月29日公開、オーピー映画） - 浅川ゆず 役[33]

### オリジナルビデオ
- ヒロインセクシーピンチ 次元戦姫ミラージュヴィーナス（2020年10月9日、ZENピクチャーズ） - 金森リカ 役
- ヒロインアルティメットピンチ 超科学特殊部隊 白鶴のサヤカ（2021年3月12日、ZENピクチャーズ） - 白鶴のサヤカ 役
- HEROINE SEXYピンチ 超装忍バードソルジャー バードブルー（2023年12月22日、ZENピクチャーズ） - ルイ 役

### 舞台
- GIGAスーパーヒロインライブvol.7（2023年5月6日、東京・from scratch） - エクリプス 役[34]
- GIGAスーパーヒロインライブvol.21（2024年9月7日、東京・from scratch）- ミスティックブルー/ファントマイエロー 役
- GIGA30周年スーパーヒロインライブ2Days（2025年6月28日、東京・from scratch）- パワーウーマン/セーラーアリエル 役

### ネット配信
- トイズハートプレゼンツ「ハートの部屋（仮）」（2017年12月21日、ニコニコ生放送） - 第20回ゲスト[35][36]
- トイズハートプレゼンツ「私がオタクなばっかりに」
  - 第1回ゲスト（2018年4月28日、ニコニコ生放送）[37][38]
  - 第4回ゲスト（2018年7月8日、ニコニコ生放送）[39][40]
  - 第7回ゲスト（2018年10月10日、ニコニコ生放送）※実妹と出演[41][42]
- トイズハート公式YouTubeチャンネル「チャンネルトイズハートプレゼンツ『とりあえずナマで！』」（2019年1月12日、Youtube） - 第9回ゲスト[43][44][45]
- トイズハートプレゼンツ「わたオタ」（2019年7月16日、ニコニコ生放送） - 第15回ゲスト 新宿レフカダにて公開生放送[46][47][48]。
- 阿仁丸戦隊ジンジュウガー（2024年1月16日、ギガ特撮チャンネル）- ジンキャット/マオ 役

### イベント
- ぺちズム〜ぺちが気になる人と好き勝手トークするイベント（2021年7月24日-）
- 変人酒場15（2024年8月3日、ネイキッドロフト横浜） ゲスト（3年ぶり2度目）
- Dinoスーパーライブ夏祭り（2024年8月31日、アキバステラキューブ）MC担当[49]
- DINOカフェ（2024年9月16日、studio pigoo）
- ぺちズム17 ゲスト わか菜ほの（2024年9月28日、新宿レフカダ）
- 「ぺちズム」スピンオフ・ひとりぺちズム!（2024年10月21日、新宿レフカダ）
- ひとりぺちズム2（2024年11月28日、新宿レフカダ）
- DINOカフェ忘年会（2024年12月8日、studio pigoo）
- ひとりぺちズム3（2024年12月18日、新宿レフカダ）